# Dębnica (Basse-Silésie)
Pour les articles homonymes, voir Dębnica.
Dębnica est une localité polonaise de la gmina de Prusice, située dans le powiat de Trzebnica en voïvodie de Basse-Silésie.